# Erdei elefánt
Az erdei elefánt (Loxodonta cyclotis) az emlősök (Mammalia) osztályának ormányosok (Proboscidea) rendjébe, ezen belül az elefántfélék (Elephantidae) családjába tartozó faj.

## Rendszertani besorolása
Az erdei elefántnak és az afrikai elefántnak (Loxodonta africana) a nukleinsavas DNS-vizsgálata azt mutatta, hogy a két állatfaj fejlődése körülbelül 2,6-5,6 millió évvel ezelőtt vált ketté. Az ázsiai elefánt (Elephas maximus) és a gyapjas mamut (Mammuthus primigenius) közötti szétválás, csak 2,5-5,4 millió évre becsült; tehát az erdei elefántnak az afrikai elefántról való leválasztása igenis helyénvaló. A különböző erdei elefánt állományok közti genetikai változatosság igen magas, ami arra hagy következtetni, hogy a pleisztocén korban a változó éghajlati körülményeknek köszönhetően a populációk elszigetelődtek egymástól.
A mitokondriális genetikai vizsgálatok azt mutatták, hogy egyes afrikai elefántok az erdeieknek a mitokondriumát hordozzák, ami pedig a fajok közti hibridizációra utal.
Szintén a DNS tesztek az erdei elefántot közelebbi rokonságba hozzák az egykori eurázsiai erdei őselefánttal (Palaeoloxodon antiquus); ez pedig megkérdőjelezi a Loxodonta ormányosnem érvényességét.

## Előfordulása
Az erdei elefánt előfordulási területe Afrika középső részének a nyugati térségei, amely magába foglalja az Elefántcsontpart, Gabon - ahol a legtöbb példánya él-, Kamerun, a Kongói Demokratikus Köztársaság, a Közép-afrikai Köztársaság és Uganda esőerdeit.
2013-ban, a kutatók és állatvédők 30 000 példányra becsülték a világszintű állományát. Az élőhelyének elvesztése és feldarabolódása, valamint az orvvadászat súlyosan veszélyeztetett fajjá tették ezt az utolsóként felfedezett elefántot.

## Megjelenése
Az afrikai elefánt és az ázsiai elefánt után a harmadik legnagyobb elefántfaj. A bika 2,4-3 méteres átlagos marmagasságával valamivel kisebb, mint az afrikai elefánt. A tehén a bikánál is kisebb, ennek a marja csak 1,8-2,4 méter magasságban van. Testtömege 2-4 tonna. Lábnyom átmérője 12,5-35,3 centiméter közötti. Mindenre használható ormánya az afrikai elefánthoz hasonlóan két nyúlványban végződik; az ormányt 40-60 ezer izom mozgatja. A szavannai fajtól eltérően, az erdeinek az agyara majdnem teljesen lefelé mutat; valószínűleg azért, hogy a sűrű erdőben ne akadjon be. Az agyar általában 150 centiméteresre és 45 kilogrammosra nő meg; árnyalata rózsaszínes. Mindkét nemnek van agyara, viszont a bikáé nagyobb.

## Életmódja
Mint neve is mutatja, főképp dzsungelekben él, ahol a fák magvainak széthordásával fontos szerepet tölt be az erdő ökoszisztémájában. A szavannai fajtól eltérően a családok nem annyira összetartók és nem is nagyok; egy-egy család összetétele időnként megváltozhat. Levelekkel, kérgekkel és gyümölcsökkel táplálkozik. A kutatók legalább 72 különböző gyümölcsfajjal figyelték meg táplálkozni; köztük főleg a következőkkel: Omphalocarpum mortehanii, Anonidium mannii, Antrocaryon nannanii, Klainedoxa gabonensis, Treculia africana, Tetrapleura tetraptera, Uapaca guineensis, Autranella congolensis, Gambeya africana, Gambeya lacourtiana, Mammea africana, Cissus dinklagei és Grewia midlbrandii.
Ahhoz, hogy étrendjüket ásványi anyagokkal kiegészítsék, azokban gazdag víznyelőknél és ásványi nyalóknál szoktak összegyűlni.

## Szaporodása
Az állománynagyságtól és az életfeltételektől függően a tehén 8-12 évesen válik ivaréretté. Általában legelőször 23 évesen ellenek először, aztán 5-6 évenként hoznak egy borjat; ezzel a borjadzási ráta alacsonyabb, mint az afrikai elefánté. Születésekor a kis erdei elefánt körülbelül 105 kilogrammos és elég gyorsan megtanul lábra állni. Az elválasztás 4-5 év után következik be, de már 16 hónapos korában elkezd nőni az agyara; az elválasztáskor már 14 centiméteres is lehet, ami hozzájárulhat ennek okához. A vemhesség 22 hónapot tart. A bika csak 15-25 éves korától kezd küzdeni a tehenekért.
Ez az állatfaj általában 60-70 évig él.

## Rejtélyes taxon
Afrika trópusi erdeiben talán él egy még nálánál kisebb elefántfaj is. Ez a Loxodonta pumilio nevet kapta és 1906-ban írták le először. A mai zoológusok nem fogadják el önálló fajnak, sőt létezésében is kételkednek. Szerintük azok a példányok, amelyeket eddig láttak vagy el is ejtettek, csupán alulfejlett erdei elefántok vagy fiatal egyedek voltak. Akik el is fogadják, hogy létezik a Loxodonta pumilio, azok is az erdei elefánt alfajának vélik. Ezen állat létezésének rejtélyével jelenleg a kriptozoológia foglalkozik.

### Fordítás
- Ez a szócikk részben vagy egészben  az   African forest elephant című angol Wikipédia-szócikk ezen változatának fordításán alapul.  Az eredeti cikk szerkesztőit annak laptörténete sorolja fel. Ez a jelzés csupán a megfogalmazás eredetét és a szerzői jogokat jelzi, nem szolgál a cikkben szereplő információk forrásmegjelöléseként.
- Ez a szócikk részben vagy egészben  az   African elephant című angol Wikipédia-szócikk ezen változatának fordításán alapul.  Az eredeti cikk szerkesztőit annak laptörténete sorolja fel. Ez a jelzés csupán a megfogalmazás eredetét és a szerzői jogokat jelzi, nem szolgál a cikkben szereplő információk forrásmegjelöléseként.